# Chwarszczany
Chwarszczany (deutsch Quartschen; lateinisch Quarcio Marchicus) ist eine Ortschaft im Powiat Myśliborski der polnischen Woiwodschaft Westpommern.

## Geographische Lage
Der Ort befindet sich in der ehemaligen Brandenburger Neumark an der Mietzel (polnisch Mysla), etwa sechs Kilometer südöstlich von Boleszkowice (Fürstenfelde), 32 Kilometer südwestlich von Myślibórz (Soldin) und 82 Kilometer südlich von Szczecin (Stettin).

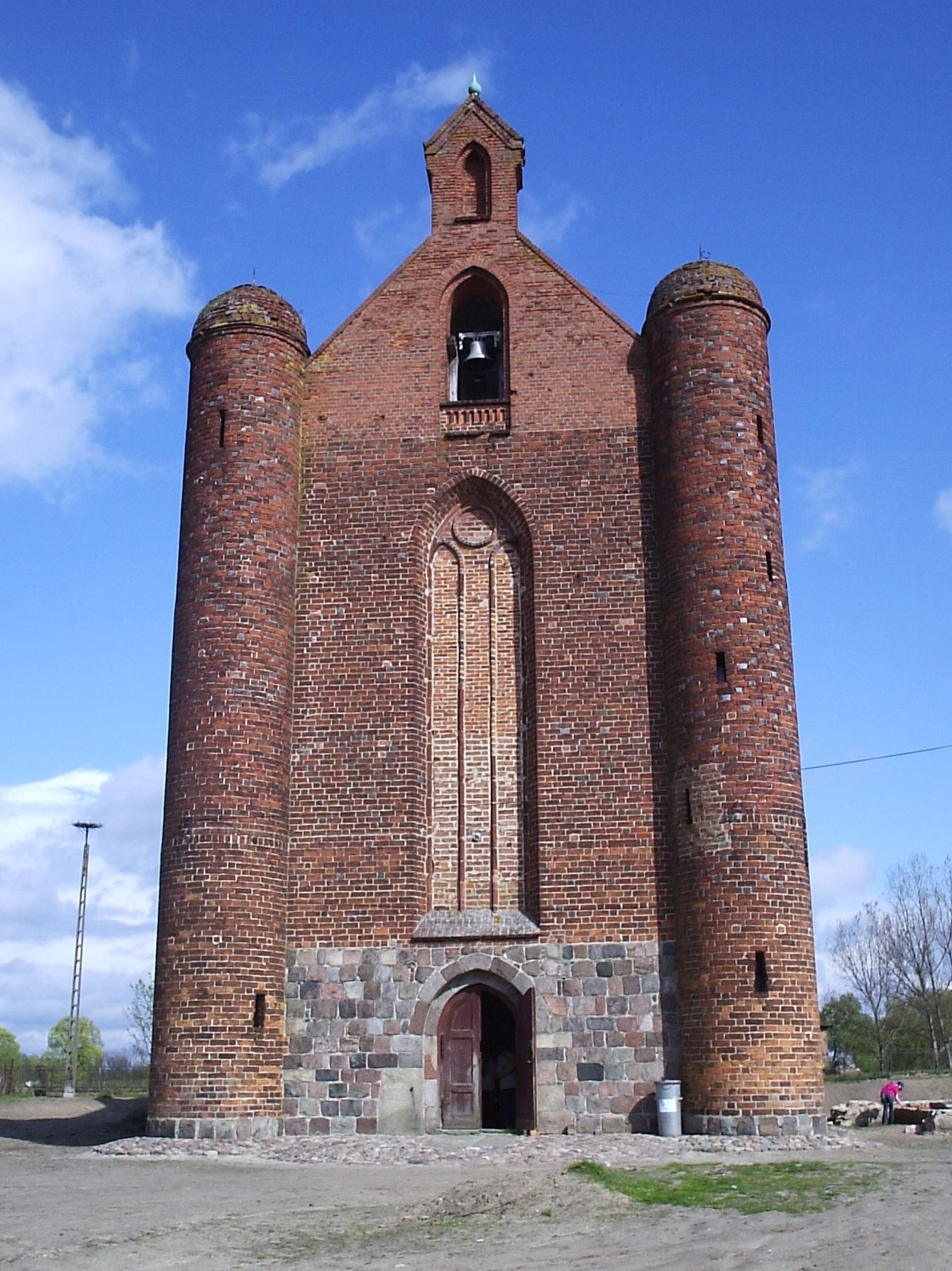
Templerkirche Quartschen, Westwand mit Portal

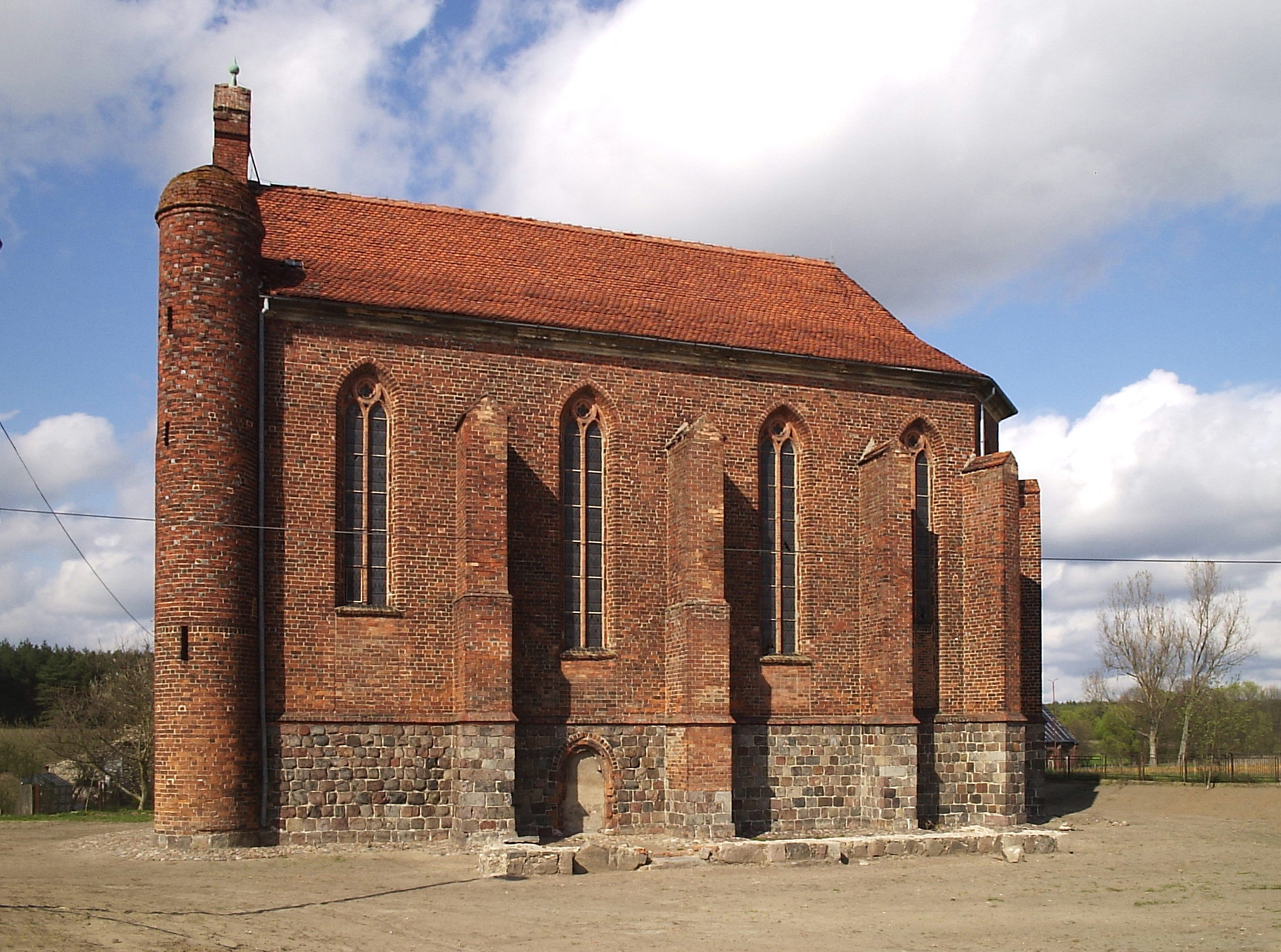
Templerkirche, Seitenansicht des Kirchenschiffs

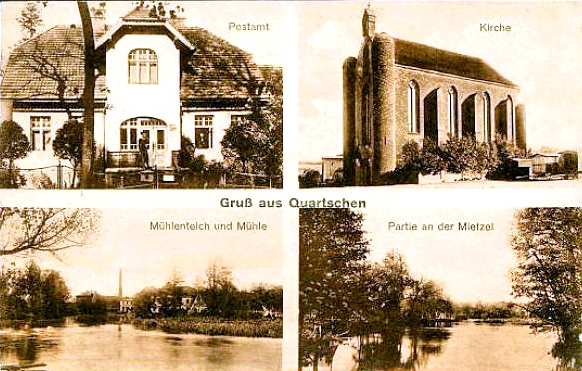
Bild-Postkarte mit Motiven aus Quartschen aus der Zeit um 1926

## Geschichte
Ältere Formen des Ortsnamens sind Chvartsane (1232), Quarsan (1247), Quartzane (1262), Quartzen (1345), Qwartzen (1460) und Quartzan.
Herzog Władysław, Besitzer von Großpolen, verlieh dem Templerorden 1232 außer mehreren Ortschaften im Inneren Großpolens auch das später Quartschen genannte Dorf bei Küstrin mit 1000 Hufen Landes und dem Recht, darin einen Markt nach teutonischer Gepflogenheit abzuhalten. Gleichzeitig trat der Bischof Lorenz von Lebus den Templern den Zehnten für diese 1000 Hufen auf ewige Zeiten ab. Diese Gegenden rechneten die pommerschen Herzöge jedoch zu ihrem eigenen Territorium. Um nicht aus diesem Grenzgebiet verdrängt zu werden, nahmen sie auch ihrerseits Schenkungen vor. So verlieh Herzog Barnim I. den Templern 1234 das später Darrmietzel genannte, unmittelbar nordöstlich gelegene Nachbardorf mit 200 Hufen. Für diese 200 Hufen erließ Bischof Heinrich I. von Lebus den Templern 1235 den Zehnten.
Als Mittelpunkt einer Kommende des Templerordens entstand danach in Quartschen eines der bedeutendsten Häuser der Templer im Herrschaftsbereich der Markgrafen von Brandenburg. 1291 wurde Quartschen Residenz des Provinzmeisters Bernhard von Eberstein, eines Sohns von Ludwig I. von Everstein. Ein Provinzialkapitel wurde hier abgehalten.  Letzter Komtur des Ordenshauses Quartschen war wahrscheinlich Günther von Klöthen gewesen, der 1308 das Dorf Zicher an Angehörige der Frankfurter Patrizierfamilie Hokemann verkaufte. Um 1312 gehörten zur Komturei Quartschen die Ortschaften Quartschen, Darrmietzel, Liebenow, Nabern, Kienitz, Wilkersdorf, Zorndorf, Batzlow, Neudamm, Kartzow, Kutzdorf, Nyerick und Kalenzig.
Nach Auflösung des Templerordens 1312 kam der Bezirk zunächst unter die Verwaltung der Markgrafen, dann, vermutlich erst 1318, an den Johanniterorden. Im Jahr 1345 war Borchart von Saldern hier Komtur.
Komtur wurde im Jahr 1495 Jacob Barfft, Sohn des Pfandherrn des Schlosses Driesen und Großgrundbesitzers Kuno von Barfus.
Als Kommendatoren sind bekannt geworden:
1. Johann von Wardenberg, 1251, war ein Templer[12]
2. Frater Siegfried de Quartzan, um 1261, war ein Templer[13]
3. Heinrich, 1285, war ein Templer[12]
4. Jacob, 1295, war ein Templer[12]
5. Günther von Klöthen, 1308, war ein Templer[8]
6. Bruder Hans von der Bucke, 1334[13]
7. Burchard von Saldern, 1344[13]
8. Bernd Brücken, 1442[13]
9. Jacob Barfft, 1495[11]
10. Bernhard von Eberstein[12]
11. Melchior von Barfus, letzter Kommendator, erhielt 1540 die Kommende Schivelbein[13]

Durch einen am 15. Juni 1540 abgeschlossenen Tauschvertrag ging die Kommende Quartschen in den Besitz des Markgrafen Johann über, und die Johanniter erhielten dafür das Amt Schivelbein. Die Komturei Quartschen wurde ein landesherrliches Amt, später eine Staatsdomäne. Zum Amt gehörten 1820 mehrere Vorwerke, darunter die Stadt Fürstenfelde, die Dörfer und Vorwerke Wilkersdorf und Zicher, die Dörfer Blumberg, mit Brennerei und Wassermühle, Darrmietzel, Kalenzig, Kleewitz und Kutzdorf, seit 1755 mit einem Eisenhammer, und Schaumburg sowie das 1752 gegründete Kolonistendorf Hälse, ferner die Teeröfen in Batzlow und Kerstenbrügge und die Obermühle bei Bärwalde.
Quartschen war bis 1945 ein wohlhabendes Dorf im Landkreis Königsberg (Neumark), Regierungsbezirk Frankfurt, in der Provinz Brandenburg.
Im Zweiten Weltkrieg eroberte Anfang Februar 1945 die Rote Armee die Region und unterstellte sie noch vor Kriegsende der Verwaltung der Volksrepublik Polen. Es folgte ab Juli 1945 die „wilde“ Vertreibung der grenznahen Bevölkerung aus der Neumark, verbunden mit einer langsamen Besiedlung durch Polen.

### Demographie
| Jahr | Einwohner | Anmerkungen |
| ---- | --------- | --- |
| 1801 | 169       | in 13 Haushaltungen (Feuerstellen), auf einer Fläche von 2752 Morgen                                                                               |
| 1818 | 313       | [ 18 ] |
| 1840 | 458       | in 45 Wohngebäuden |
| 1858 | 522       | in 52 Häusern |
| 1864 | 602       | in 50 Wohngebäuden |
| 1867 | 315       | am 3. Dezember, ohne die Staatsdomäne mit 164 Einwohnern                                                                                           |
| 1871 | 411       | am 1. Dezember, darunter 407 Evangelische, eine katholische Person und drei Juden; ohne die Staatsdomäne mit 154 Einwohnern, sämtlich Evangelische |
| 1910 | 439       | davon 136 Einwohner wohnhaft im Gutsbezirk |
| 1933 | 454       | [ 23 ] |
| 1939 | 457       | [ 23 ] |

### Kirchspiel bis 1945
Das evangelische Kirchspiel in Quartschen war eine Filiale von Zicher. Katholiken waren in Küstrin eingepfarrt. Zur Zeit Friedrich Wilhelms war Zicher eine der fünf lutherischen Landgemeinden in der Neumark, die einen reformierten Prediger hatten.

## Sehenswürdigkeiten
- Kirche der Templerritter. Die Gutskirche in Quartschen ist ein spätgotischer einschiffiger Backsteinbau aus der ersten Hälfte des 14. Jahrhunderts, der in den unteren Teilen auf gleich großen, fast kubisch zugehauenen Granitquadern ruht. Das Feldsteinmauerwerk endet mit dem Kaffgesims, das die Strebepfeiler umläuft. Der darüber befindliche, in schlanken gotischen Proportionen aufragende Ziegelbau des Kirchenschiffs ist kreuzrippengewölbt in drei Jochen und einem 5/8-Polygon. Die Westwand ist an den Flanken von zwei Rundtürmchen mit kuppelartiger Abdeckung eingefasst.[25]